# دودمان لیانگ
دودمان لیانگ (انگلیسی: Liang dynasty)، در فهرست دودمان‌های چین، سومین سلسله از چهار دودمان‌های شمالی و جنوبی در دوره دودمان‌های شمالی و جنوبی بود. قبل از آن سلسله چی جنوبی و بعد از آن سلسله چن. ایالت لیانگ غربی وجود داشت تا اینکه در سال ۵۸۷ توسط دودمان سوئی فتح شد.